# Our Song (bài hát)
"Our Song" là một bài hát của ca sĩ kiêm sáng tác âm nhạc người Mỹ Taylor Swift, phát hành ngày 9 tháng 9 năm 2007 bởi Big Machine Records như là đĩa đơn thứ 3 trích từ album phòng thu đầu tay mang chính tên cô (2007). Swift đã sáng tác "Our Song" khi tham gia một chương trình tài năng vào năm nhất trung học, nói về một người bạn trai mà cô chưa từng có một bài hát chung. Nó được đề cập trong Taylor Swift là khiến cô nhớ lại sự nổi tiếng của mình so với các bạn cùng lớp. Được sản xuất bởi Nathan Chapman, "Our Song" là một bản country có tiết tấu nhanh sử dụng nhiều nhạc đặc trưng của dòng nhạc đồng quê như banjo, fiddle và tiếng trống
Sau khi phát hành, "Our Song" nhận được những đánh giá tích cực từ các nhà phê bình đương đại, trong đó một số người cho rằng đây là một trong những bài hát hay nhất của Swift. Nó lọt vào top 30 và top 20 trên bảng xếp hạng Canadian Hot 100 và Billboard Hot 100. Tại Hoa Kỳ, bài hát trở thành đĩa đơn quán quân đầu tiên của Swift trên bảng xếp hạng Hot Country Songs, giữ vững ngôi đầu trong 6 tuần liên tiếp, và được chứng nhận 3 đĩa bạch kim bởi Hiệp hội Công nghiệp ghi âm Hoa Kỳ (RIAA). 
Video ca nhạc của "Our Song" được đạo diễn bởi Trey Fanjoy, trong đó Swift hát ở nhiều địa điểm khác nhau, bao gồm trên mái hiên nhà. Video đã giành hai đề cử cho "Video của năm" và "Video Nghệ sĩ nữ của năm" tại Giải thưởng âm nhạc CMT 2008. Để quảng bá bài hát, Swift đã biểu diễn bài hát tại nhiều sự kiện và chương trình khác nhau, cũng như khi cô trình diễn mở màn trong những chuyến lưu diễn của những nghệ sĩ đồng quê khác. Nữ ca sĩ cũng đã biểu diễn "Our Song" trong các chuyến lưu diễn Fearless Tour (2009-10) và Speak Now World Tour (2011-12). Cô đã hát một phiên bản acoustic của bài hát vào một số ngày nhất định trong các chuyến lưu diễn sau này, gồm có Red Tour (2013-14) và Reputation Stadium Tour (2018).

## Danh sách track và định dạng
- Đĩa CD maxi tại Mỹ[3]

1. "Our Song" - 3:22
2. "Our Song" (CD-ROM video) - 3:33

## Thành phần thực hiện
Thành phần thực hiện được trích từ ghi chú của Taylor Swift (2006).
- Taylor Swift – giọng hát, viết lời, guitar, hát bè
- Nathan Chapman – sản xuất, banjo, guitar accoustic, guitar điện, hát bè, thu âm
- Chuck Ainlay – phối khí
- Chad Carlson – thu âm
- Aaron Chmielewski – hỗ trợ kỹ sư phòng thu
- Greg Lawrence – hỗ trợ kỹ sư phối khí
- Bruce Bouton – Dobro
- Nick Buda – trống
- Eric Darken – nhạc cụ gõ
- Rob Hajacos – fiddle
- Tim Marks – bass

## Xếp hạng
| Bảng xếp hạng (2007–08)                  | Vị trí cao nhất |
| ---------------------------------------- | --------------- |
| Canada (Canadian Hot 100)                | 30              |
| South Korea International Singles (Gaon) | 104             |
| Hoa Kỳ Billboard Hot 100                 | 16              |
| Hoa Kỳ Hot Country Songs (Billboard)     | 1               |
| Hoa Kỳ Pop Airplay (Billboard)           | 18              |

| Bảng xếp hạng (2008) | Vị trí |
| -------------------- | ------ |
| US Billboard Hot 100 | 41     |
| US Hot Country Songs | 39     |

## Chứng nhận
| Quốc gia                                                                           | Chứng nhận  | Số đơn vị/doanh số chứng nhận |
| ---------------------------------------------------------------------------------- | ----------- | ----------------------------- |
| Canada (Music Canada)                                                              | Bạch kim    | 0*                            |
| Hoa Kỳ (RIAA)                                                                      | 4× Bạch kim | 3,200,000                     |
| * Chứng nhận dựa theo doanh số tiêu thụ. ^ Chứng nhận dựa theo doanh số nhập hàng. |             |                               |

 Từ tháng 5 năm 2013, chứng nhận RIAA cho đĩa đơn nhạc số còn bao gồm lượt yêu cầu bài hát và/hoặc lượt truy cập video của bài hát.